# Service pack
En informàtica, un paquet de serveis comprèn una col·lecció d'actualitzacions, correccions o millores d'un programa de programari lliurat en forma d'un sol paquet instal·lable. Sovint, les empreses alliberen un paquet de serveis quan el nombre de pedaços individuals per a un programa determinat arriba a un determinat límit (arbitrari) o quan el llançament del programari s'ha mostrat estabilitzat amb un nombre limitat de problemes restants segons els comentaris dels usuaris i els informes d'errors. A les aplicacions de programari grans, com ara suites d'oficina, sistemes operatius, programari de bases de dades o gestió de xarxes, no és estrany que s'emeti un paquet de servei durant el primer o dos anys de llançament d'un producte. Instal·lar un paquet de servei és més fàcil i menys propens a errors que instal·lar molts pedaços individuals, encara més quan s'actualitzen diversos ordinadors a través d'una xarxa, on els paquets de servei són habituals.
Els paquets de servei solen estar numerats i, per tant, breument s'anomena SP1, SP2, SP3, etc. També poden aportar, a més de correccions d'errors,  característiques completament noves, com és el cas de l'SP2 de Windows XP (per exemple, Windows Security Center ), o SP3 i SP4 del Trainz 2009: World Builder Edition depenent molt de la base de dades.

## SP incrementals i acumulatius
Els Service Packs per a Microsoft Windows es van acumular a través de Windows XP. Això vol dir que els problemes que es solucionen en un paquet de servei també es solucionen en paquets de servei posteriors. Per exemple, Windows XP SP3 conté totes les correccions que s'inclouen al Windows XP Service Pack 2 (SP2). Tanmateix, Windows Vista SP2 no era acumulatiu, sinó incremental, i va requerir que primer s'instal·lés SP1.
Els paquets de servei d'Office XP, Office 2003, Office 2007, Office 2010 i Office 2013 han estat acumulatius.

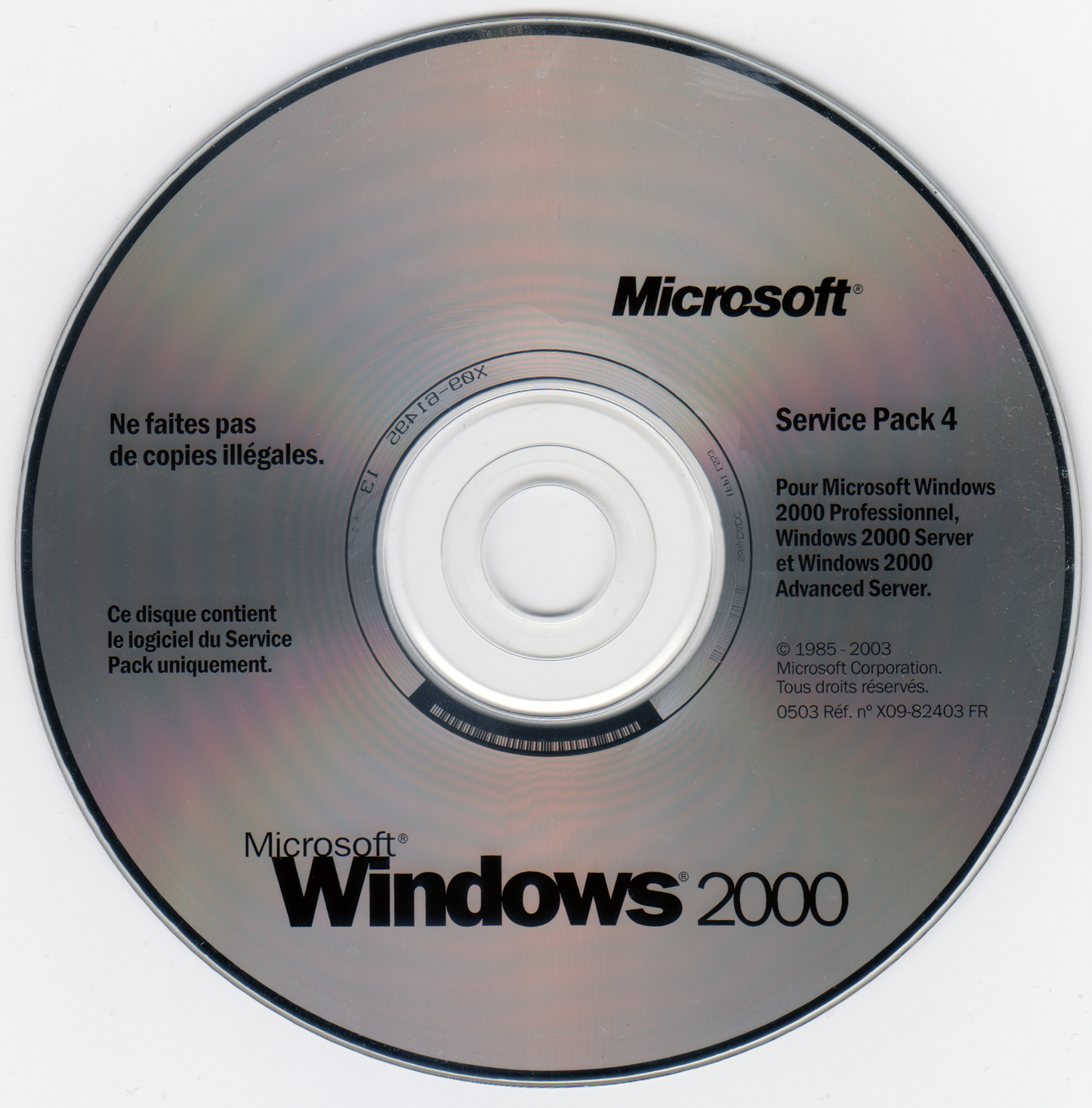
Disc d'instal·lació de Windows 2000 SP4

## Impacte en la instal·lació de components de programari addicionals
Els paquets de serveis d'aplicacions substitueixen els fitxers existents per versions actualitzades que normalment solucionen errors o tanquen forats de seguretat. Si, més endavant, s'afegeixen components addicionals al programari utilitzant el suport original, hi ha el risc de barrejar accidentalment components antics i actualitzats. Depenent del sistema operatiu i dels mètodes de desplegament, pot ser que sigui necessari reinstal·lar manualment el Service Pack després de cada canvi al programari. Això era, per exemple, necessari per als paquets de servei de Windows NT ; tanmateix, a partir de Windows 2000, Microsoft va redirigir els programes de configuració perquè utilitzessin fitxers de paquets de servei actualitzats en lloc de fitxers del suport d'instal·lació original per evitar la reinstal·lació manual.